# Rhododendron jinchangense
Rhododendron jinchangense är en ljungväxtart som beskrevs av Zeng H. Yang. Rhododendron jinchangense ingår i släktet rododendron, och familjen ljungväxter. Inga underarter finns listade i Catalogue of Life.